# Riserva naturale Duna costiera di Porto Corsini
La riserva naturale Duna costiera di Porto Corsini è un'area naturale protetta situata nel comune  di Porto Corsini, in provincia di Ravenna. La riserva occupa una superficie di 2,5 ettari ed è stata istituita nel 1983.

## Storia
La creazione dell'area protetta si è resa necessaria negli anni ottanta, dopo che la superficie totale dell'area si era considerevolmente ridotta. Tra il 1955 e il 1980, infatti, fu smantellato il 70% delle dune litoranee insistenti sul litorale ravennate.